# ペントアワード
ペントアワード（Pentawards）は、世界的に優れたパッケージデザインを表彰するため、2007年から毎年実施されている賞である。
ジャン・J・エブラール (Jean J. Evrard)とブリジット・エブラール (Brigitte Evrard)によって設立された。パッケージという媒体の重要性を考え、デザイン業界、マスコミに広めていくことを目的にしている。賞の運営本部はベルギーのブリュッセルに置かれている。
作品のクリエイティビティやクオリティに基づき、銅、銀、金、プラチナ、またはダイヤ モンドの各賞が授与される。

## 日本の主な受賞作品

### 2012年
- Gokuri Peach（サントリー、寿精版）
- SO（ブラビスインターナショナル）
- LUCIDO-L Hair Make Supplement（クラウドエイト）
- POLA B.A（ポーラ化粧品）
- サントリーシングルモルトウィスキー 山崎 50 years old（サントリー）
- 伊右衛門茶 グリーンエスプレッソ（サントリー）
- JAつがる弘前 りんご（レンゴー）
- あおざしからり（エイトブランディングデザイン）
- 正しい相対性理論（スプレッド）
- Aupres – Premium（資生堂）